# Dolus-d'Oléron
Dolus-d'Oléron é uma comuna francesa na região administrativa da Nova Aquitânia, no departamento de Charente-Maritime. Estende-se por uma área de 29,02 km². Em 2010 a comuna tinha 3 250 habitantes (densidade: 112 hab./km²).

## Galeria de imagens

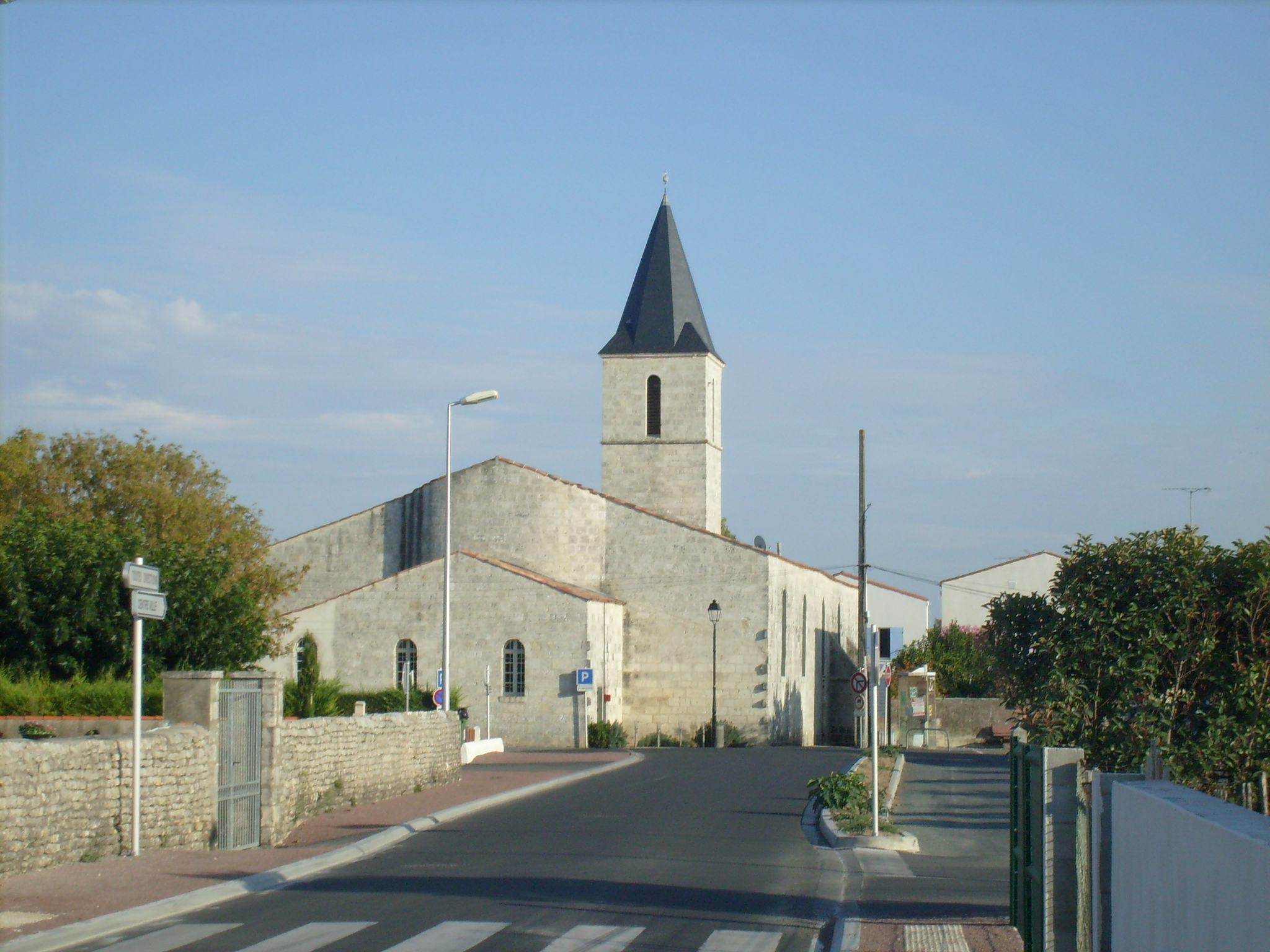
Igreja Saint-André.
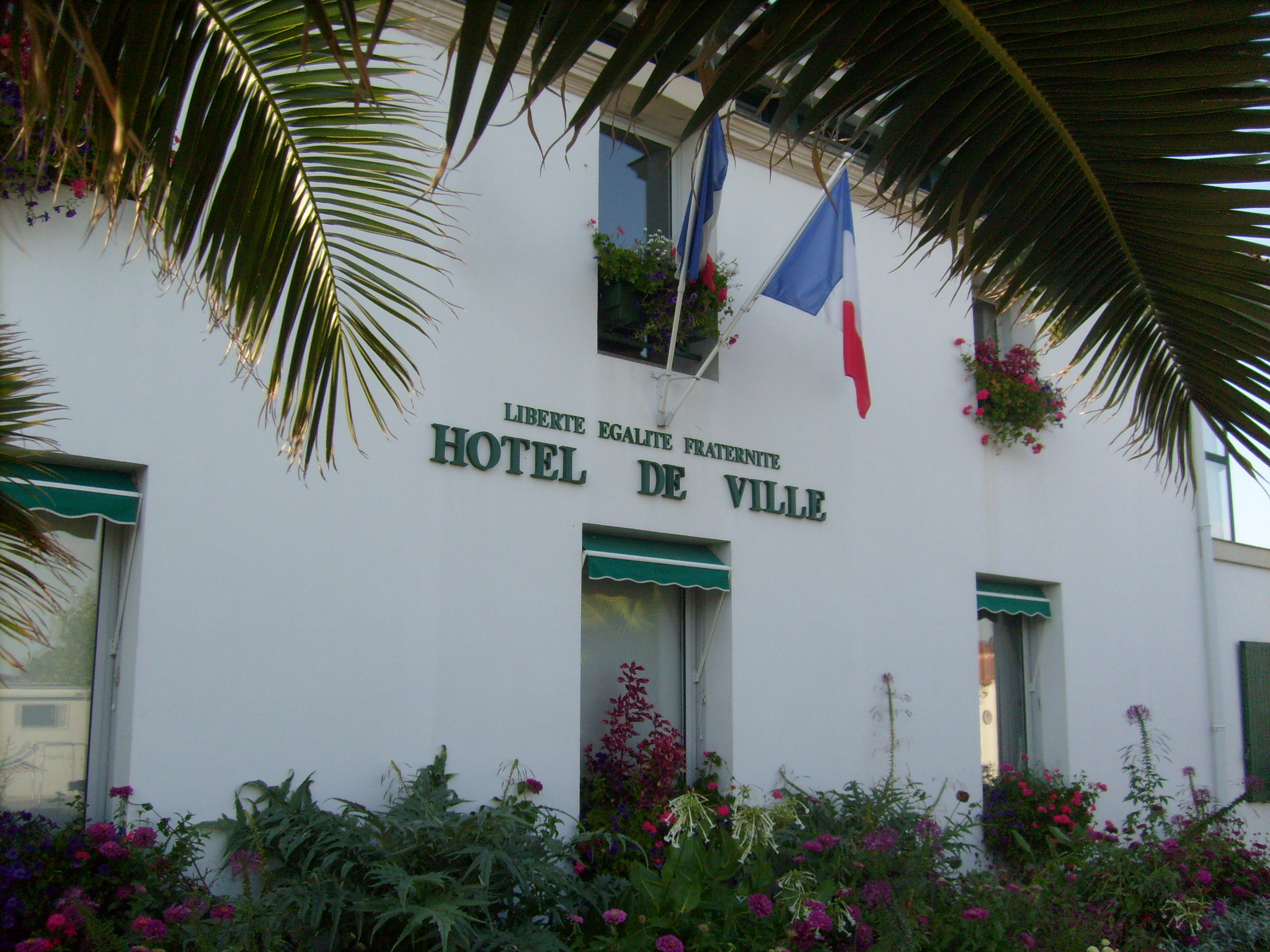
A mairie.
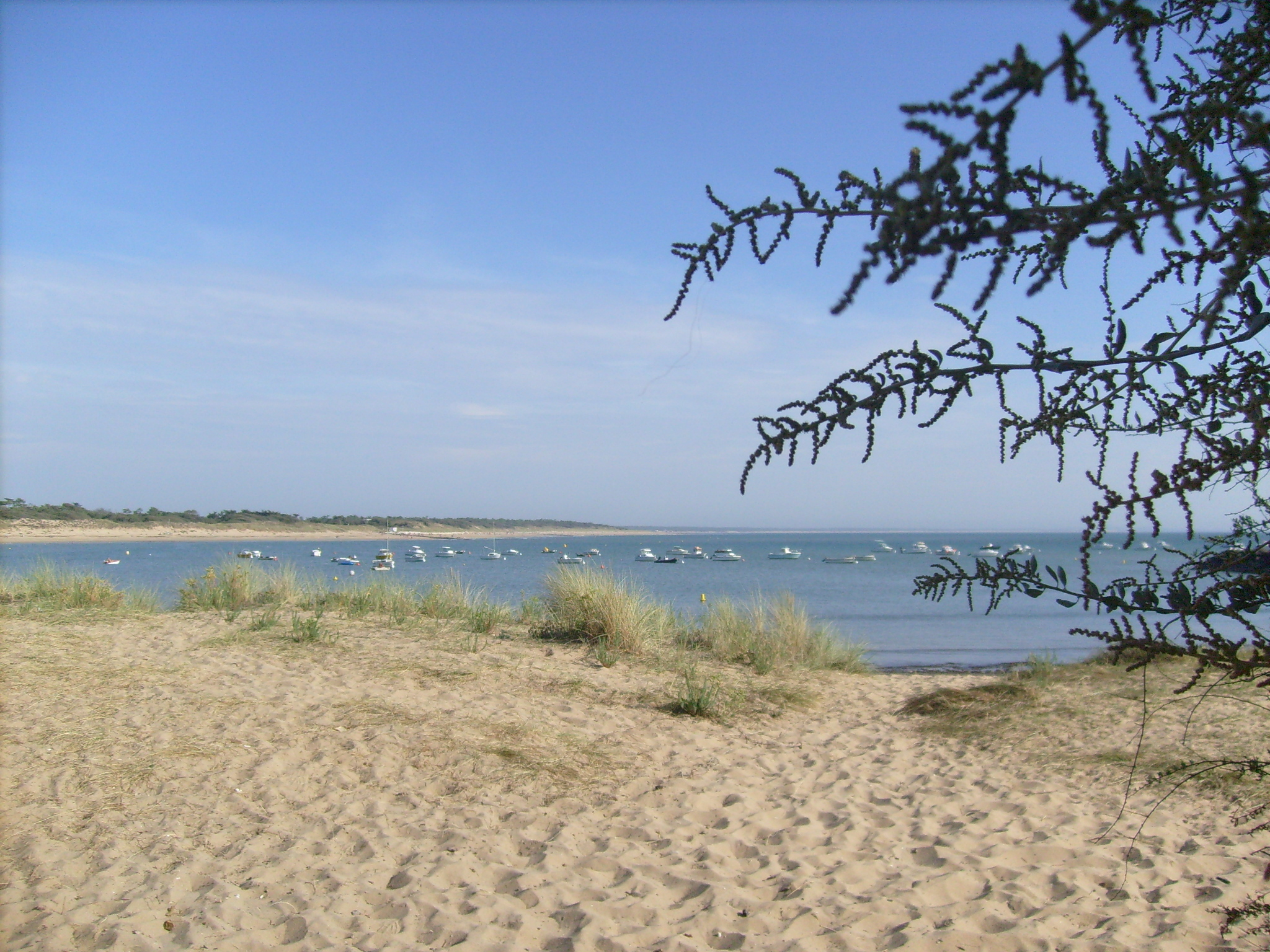
Perroche.
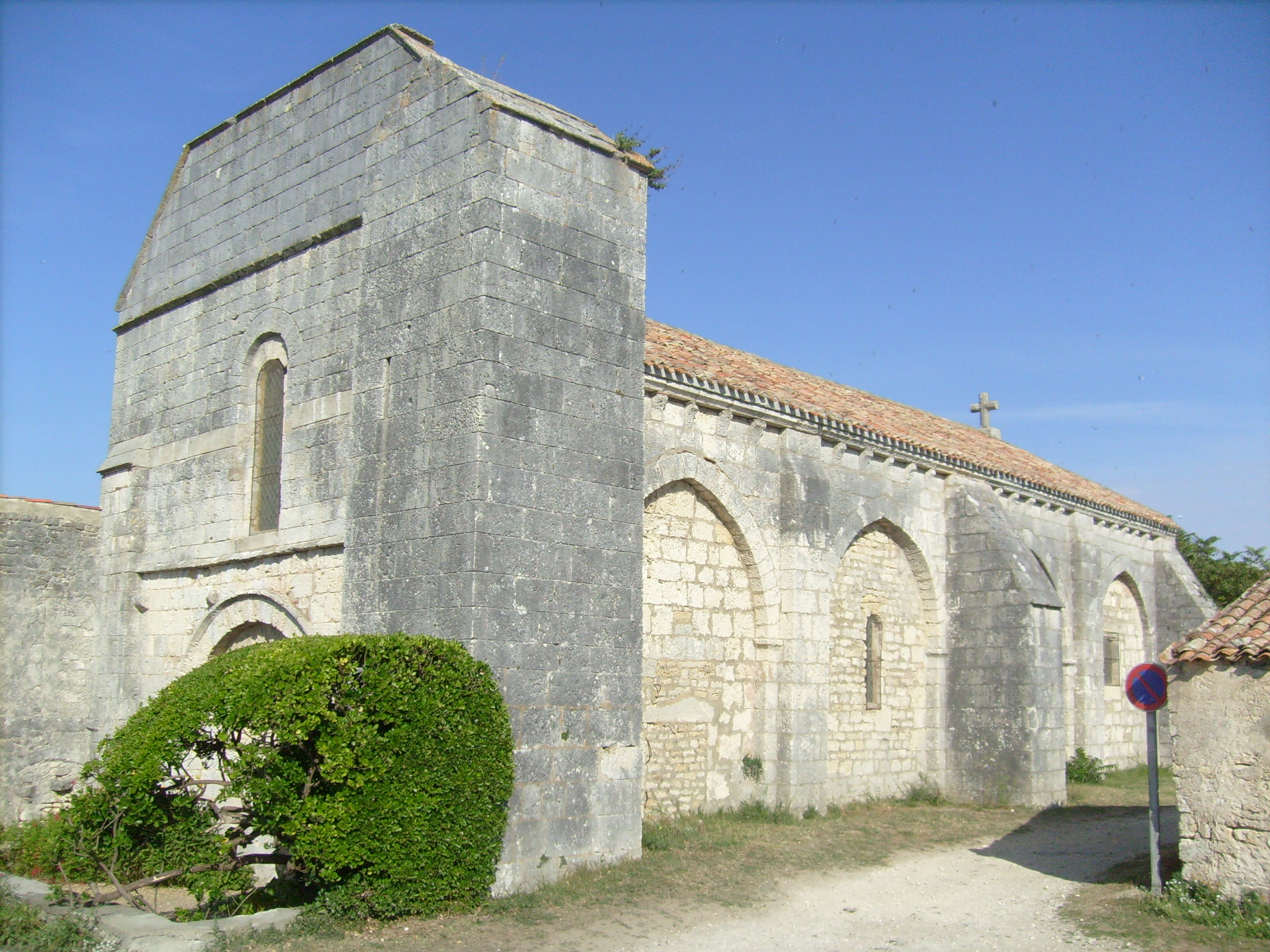
Igreja Saint-Médard.

## Monumentos
- Igreja Saint-André do início do século XVII.

## Pessoas ligadas à comuna
- Maurice Renard (1875-1939), escritor.